# Wake Up Screaming (Every Mother's Nightmare)
Wake Up Screaming è il secondo album in studio degli Every Mother's Nightmare pubblicato nel 1993 per l'Etichetta discografica Arista Records.

## Tracce
1. House of Pain (Malone, Ruhl) 6:19
2. Closet Down the Hall (Ebersold, Malone, McMurtry, Ruhl) 3:38
3. I Hate Myself (Malone, Pepe, Ponti, Ruhl) 	4:35
4. Already Gone (Malone, Phipps, Ruhl) 6:10
5. Tobacco Road (Loudermilk) 3:43 (John D. Loudermilk Cover)
6. Slip and Fall (Fulkerson, Spears) 3:58 (Blue Tears Cover)
7. Good Die Young (Malone, McMurtry, Phipps, Ruhl) 4:47
8. Break Down (Malone, Pepe, Ponti, Ruhl) 3:52
9. If I Had My Way (Plunkett, Isham) 4:37 (Steve Plunkett Cover)
10. Bang to the Bone (Malone, Pepe, Ponti, Ruhl) 3:32
11. I Needed You (Ebersold, Malone, Phipps, Phipps, Ruhl) 4:04
12. Cryin' Shame (Malone, McMurtry, Phipps, Phipps, Ruhl) 4:32

## Lineup
- Rick Ruhl - voce
- Steve Malone - chitarra, cori
- Mark McMurtry - basso, cori
- Jim Phipps - batterua, percussioni, cori

### Altri musicisti
- Jim Jamison - cori
- Mark Star - cori
- Ty Crook - cori